# Varsjets
Varsjets of Varshets (Bulgaars: Вършец) is een stad in oblast Montana in het noordwesten van Bulgarije. Varsjets heeft sinds 7 september 1964 een stadsstatus, daarvoor was het officieel nog een dorp. De grootste politieke partij in de stad is de GERB.

## Geografie
De gemeente Varsjets grenst aan de volgende gemeenten:
| Aangrenzende gemeenten | Aangrenzende gemeenten | Aangrenzende gemeenten | Aangrenzende gemeenten | Aangrenzende gemeenten |
| ---------------------- | ---------------------- | ---------------------- | ---------------------- | ---------------------- |
| Berkovitsa             |                        | Krivodol               |                        |                        |
|                        |                        |                        |                        |                        |
| Berkovitsa             | Vratsa                 |                        |                        |                        |
|                        |                        |                        |                        |                        |
|                        |                        | Svoge                  |                        |                        |

## Bevolking
Op 31 december 2020 telde de stad Varsjets 5.513 inwoners, terwijl de gemeente Varsjets, inclusief negen nabijgelegen dorpen, zo'n 6.784 inwoners had.
| Stad     | 4 065  | 4 407  | 5 046  | 5 373  | 6 865  | 7 413  | 7 635  | 7 247 | 6 270 | 5 365 |
| Gemeente | 11 727 | 12 692 | 12 743 | 11 654 | 12 119 | 11 481 | 11 066 | 9 870 | 8 203 | 6 784 |

### Religie
De meest recente volkstelling is afkomstig uit februari 2011 en was optioneel. Drie op de vier ondervraagden noemden zichzelf lid van de Bulgaars-Orthodoxe Kerk (76%), terwijl de rest van de bevolking vooral geen religie had. 
| Religieuze samenstelling in februari 2011 | Religieuze samenstelling in februari 2011 | Religieuze samenstelling in februari 2011 | Religieuze samenstelling in februari 2011 | Religieuze samenstelling in februari 2011 |
| ----------------------------------------- | ----------------------------------------- | ----------------------------------------- | ----------------------------------------- | ----------------------------------------- |
|                                           |                                           |                                           |                                           |                                           |
| Bulgaars-Orthodoxe Kerk                   | Bulgaars-Orthodoxe Kerk                   |                                           | 75,7%                                     | 75,7%                                     |
| Katholieke Kerk                           | Katholieke Kerk                           |                                           | 0,4%                                      | 0,4%                                      |
| Protestantisme                            | Protestantisme                            |                                           | 1,2%                                      | 1,2%                                      |
| Islam                                     | Islam                                     |                                           | 0,0%                                      | 0,0%                                      |
| Geen                                      | Geen                                      |                                           | 18,5%                                     | 18,5%                                     |
| Anders/ Onbekend                          | Anders/ Onbekend                          |                                           | 4,2%                                      | 4,2%                                      |

## Nederzettingen
De gemeente Varsjets bestaat uit de onderstaande plaatsen:
| Plaatsnaam         | Cyrillisch       | Bevolking (2020) |
| ------------------ | ---------------- | ---------------- |
| Varsjets           | Вършец           | 5.365            |
| Tsjerkaski         | Черкаски         | 185              |
| Dolna Bela Retsjka | Долна Бела речка | 92               |
| Dolno Ozirovo      | Долно Озирово    | 338              |
| Draganitsa         | Драганица        | 168              |
| Gorna Bela Retsjka | Горна Бела речка | 55               |
| Gorno Ozirovo      | Горно Озирово    | 191              |
| Spantsjevtsi       | Спанчевци        | 325              |
| Stojanovo          | Стояново         | 52               |
| Total              |                  | 6.784            |